# جيمس بارنز (ضابط)
جيمس بارنز (بالإنجليزية: James Barnes)‏ هو ضابط أمريكي، ولد في 28 ديسمبر 1801 في بوسطن في الولايات المتحدة، وتوفي في 12 فبراير 1869 في سبرينغفيلد في الولايات المتحدة.